# Comté d'Alleghany (Caroline du Nord)
Pour les articles homonymes, voir Comté d'Alleghany.
Le Comté d'Alleghany est un comté situé dans l'État de Caroline du Nord aux États-Unis. Sa population en 2010 était de 11 155 habitants et son siège est situé à Sparta.

## Histoire
Le comté a été formé en 1859 à partir de territoires appartenant au comté d'Ashe. Son nom a été choisi en référence aux Monts Allegheny.

## Gouvernement
Le comté est membre d'un regroupement volontaires de comtés autorisé par la loi depuis 1972 et qui comprend aussi les comtés de Yancey, Mitchell, Avery, Watauga, Ashe et Wilkes.

## Démographie
| 1860  | 1870  | 1880  | 1890  | 1900  | 1910  |
| ----- | ----- | ----- | ----- | ----- | ----- |
| 3 590 | 3 691 | 5 486 | 6 523 | 7 759 | 7 745 |

| 1920  | 1930  | 1940  | 1950  | 1960  | 1970  |
| ----- | ----- | ----- | ----- | ----- | ----- |
| 7 403 | 7 186 | 8 341 | 8 155 | 7 734 | 8 134 |

| 1980  | 1990  | 2000   | 2010   | - | - |
| ----- | ----- | ------ | ------ | - | - |
| 9 587 | 9 590 | 10 677 | 11 155 | - | - |